# Conan Osíris
Tiago Emanuel da Silva Miranda, beter bekend als Conan Osíris (Lissabon, 5 januari 1989), is een Portugees zanger.

## Biografie
Conan Osíris begon zijn muzikale carrière in 2011. Het zou evenwel tot 2019 duren vooraleer hij enige bekendheid verwierf. Dat jaar nam hij deel aan Festival da Canção, de Portugese preselectie voor het Eurovisiesongfestival. Met het nummer Telemóveis won hij de finale, waardoor hij zijn vaderland mag vertegenwoordigen op het Eurovisiesongfestival 2019 in Tel Aviv. Van zijn nummer werd vooraf gedacht dat hij de finale ging halen, maar hij strandde in de halve finale op een teleurstellende 15e plaats.
1964: António Calvário · 
1965: Simone de Oliveira · 
1966: Madalena Iglésias · 
1967: Eduardo Nascimento · 
1968: Carlos Mendes · 
1969: Simone de Oliveira · 
1971: Tonicha · 
1972: Carlos Mendes · 
1973: Fernando Tordo · 
1974: Paulo de Carvalho · 
1975: Duarte Mendes · 
1976: Carlos do Carmo · 
1977: Os Amigos · 
1978: Gemini · 
1979: Manuela Bravo · 
1980: José Cid · 
1981: Carlos Paião · 
1982: Doce · 
1983: Armando Gama · 
1984: Maria Guinot · 
1985: Adelaide Ferreira · 
1986: Dora · 
1987: Nevada · 
1988: Dora · 
1989: Da Vinci · 
1990: Nucha · 
1991: Dulce Pontes · 
1992: Dina · 
1993: Anabela · 
1994: Sara Tavares · 
1995: Tó Cruz · 
1996: Lúcia Moniz · 
1997: Célia Lawson · 
1998: Alma Lusa · 
1999: Rui Bandeira · 
2001: MTM · 
2003: Rita Guerra · 
2004: Sofia Vitória · 
2005: 2B · 
2006: Nonstop · 
2007: Sabrina · 
2008: Vânia Fernandes · 
2009: Flor-de-Lis · 
2010: Filipa Azevedo · 
2011: Homens da Luta · 
2012: Filipa Sousa · 
2014: Suzy · 
2015: Leonor Andrade · 
2017: Salvador Sobral · 
2018: Cláudia Pascoal · 
2019: Conan Osíris · 
2021: The Black Mamba · 
2022: Maro · 
2023: Mimicat · 
2024: Iolanda · 
2025: Napa
- Gemeinsame Normdatei: 1179895339
- International Standard Name Identifier: 0000 0004 7576 0688
- MusicBrainz: d4b96276-2ef0-4bcc-a87e-8d5c80a2cd79
- Virtual International Authority File: 9458155226734184490005